# Roques de Carbes
Les Roques de Carbes és una formació muntanyosa del terme de Conca de Dalt, dins de l'antic municipi de Toralla i Serradell, al Pallars Jussà. Estan situades al nord-est de Serradell i a l'oest-nord-oest d'Erinyà, en el vessant meridional del Serrat del Ban.